# Northumberland Fusiliers Memorial
Northumberland Fusiliers Memorial (The Response 1914) – pomnik żołnierzy 5. Pułku Strzelców Northumberlandzkich zlokalizowany w parku St. Thomas' Green w angielskim Newcastle upon Tyne, przy kościele św. Tomasza i Barras Bridge. Ma status zabytku I stopnia.

## Upamiętnienie

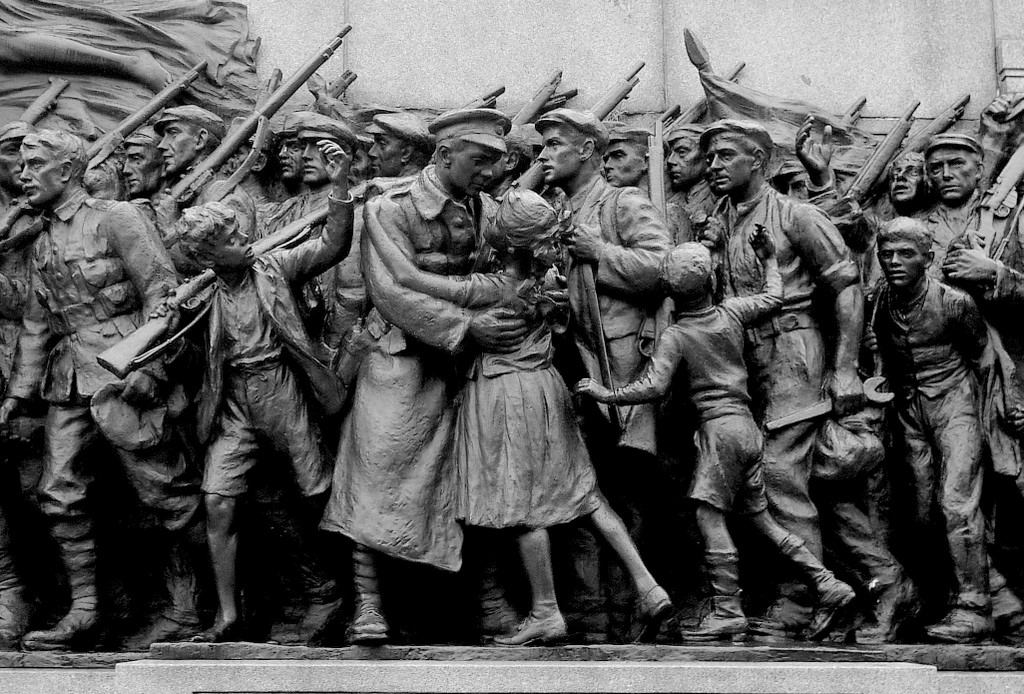
Fragment grupy rzeźbiarskiej

Obiekt upamiętnia zbiórkę 5. Pułku Strzelców Northumberlandzkich z kwietnia 1915 i ich marsz z doboszami z Gosforth, wzdłuż Great North Road, przez Newcastle do dworca kolejowego przed wyruszeniem na front I wojny światowej.
Autorem dzieła jest sir William Goscombe John, absolwent Akademii Królewskiej i uczeń Auguste'a Rodina. Jeden z dyrektorów generalnych Imperial War Museum stwierdził, że pomnik jest jednym z "najwspanialszych zespołów rzeźbiarskich na jakimkolwiek brytyjskim pomniku”.
Fundatorem dzieła był lokalny armator, sir George Renwick z żoną. Chciał on upamiętnić powołanie 9. batalionu kompanii B oraz 16., 17. i 19. batalionu służbowego pułku fizylierów z Northumberland przez Izbę Handlową w Newcastle i Gateshead pod koniec 1914. Wzniesiono go również dla uczczenia 50-lecia działalności biznesowej Renwicka w Newcastle i jako wotum wdzięczności za bezpieczny powrót pięciu synów Renwicków z frontów I wojny światowej.
Pomnik został odsłonięty 5 lipca 1923 przez księcia Walii, Edwarda, w obecności dużej liczby mieszkańców regionu, gwardii honorowej żołnierzy z Northumberland, weteranów i marynarzy. Monument został ponownie poświęcony 25 października 2007 w obecności księcia Edynburga, Filipa.

## Forma

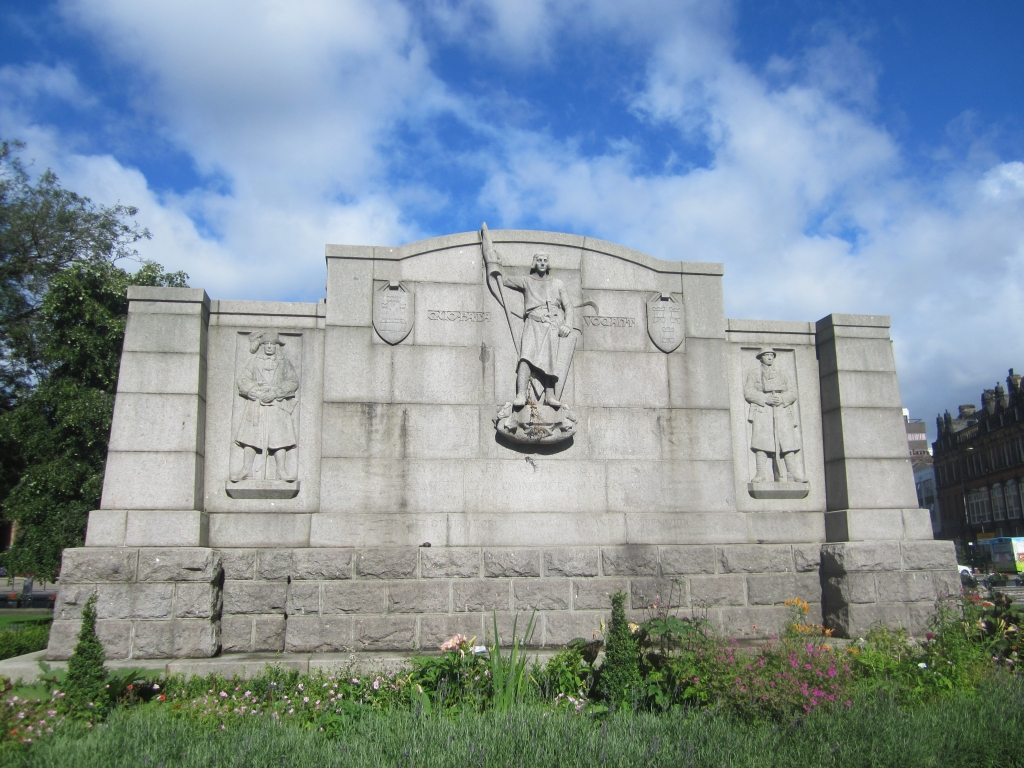
Rewers steli

Monument składa się z granitowej ściany (steli) umieszczonej na boniowanym cokole z podwyższonym, zakrzywionym łukowatym elementem centralnym. Na cokole posadowiona została rozbudowana grupa rzeźb z brązu stanowiących spójną całość. W centrum, poniżej rzeźb, znajduje się płyta wygięta w formę klęcznika, nadająca całości wygląd ołtarza. Pomnik otoczony jest niewielkimi stopniami.
Grupa z brązu składa się z kilkudziesięciu bardzo szczegółowo oddanych postaci (przede wszystkim żołnierzy). Przednie maszerują za dwoma chłopcami-doboszami, natomiast tylnie żegnają się z żonami, dziećmi i przyjaciółmi. Nad przednią częścią grupy góruje anioł z trąbą, alegoria sławy. Przyjmuje się, że wzorem dla postaci doboszy był Wilfred John Matthews, który zaciągnął się w 1919 do Coldstream Guards. Duża część innych twarzy została również stworzona w oparciu o fizjonomie faktycznych mieszkańców regionu.
Rewers pomnika również posiada program rzeźbiarski, jednak skromniejszy niż awers. Tworzą ją granitowe rzeźby wykonane z tego samego materiału co cokół i stela. W centrum znajduje się postać św. Jerzego z odkrytą głową stojąca na wsporniku utworzonym z dwóch koników morskich, elementów obecnych w herbie Newcastle. Po obu jego stronach znajdują się tarcze z herbami Newcastle i Gateshead. Postać św. Jerzego flankuje dwóch fizylierów z Northumberland. Jedna z nich jest ubrana w strój z 1674, kiedy to pułk został utworzony, natomiast druga jest w mundurze z I wojny światowej, m.in. z trenczem i maską przeciwgazową.

## Napisy
Napis na awersie pomnika:
Non sibi sed patriae
Napis na rewersie pomnika (motto 5. Pułku Strzelców Northumberlandzkich):
Quo fata vocant
oraz
To commemorate the raising of the B Company 9th Battalion and the 16th, 18th and 19th Service Battalions, Northumberland Fusiliers, by the Newcastle and Gateshead Chamber of Commerce August-October 1914 The gift of Sir George Renwick BT DL and Lady Renwick MCMXXIII